# Sergentomyia ovazzai
Sergentomyia ovazzai är en tvåvingeart som först beskrevs av Pastre 1974.  Sergentomyia ovazzai ingår i släktet Sergentomyia och familjen fjärilsmyggor.
Artens utbredningsområde är Guinea. Inga underarter finns listade i Catalogue of Life.